# Bandaöarna

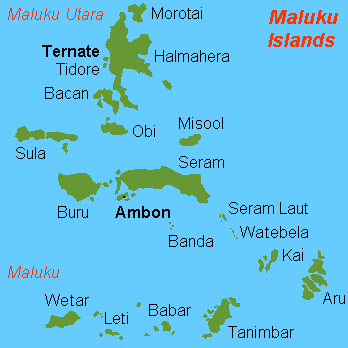
Översiktskarta

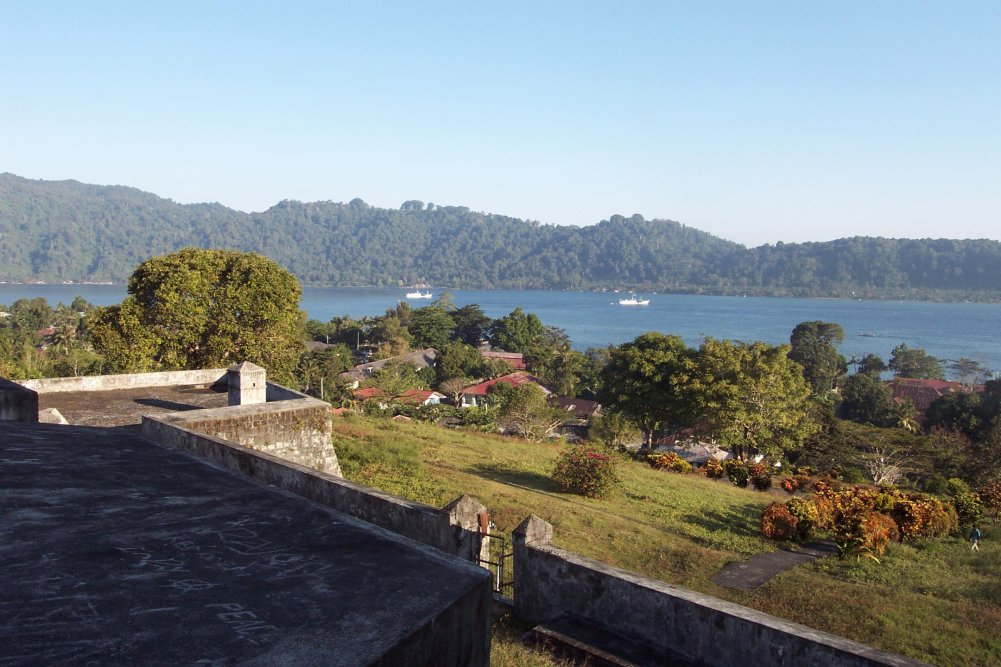
Bandaöarna sett från Fort Belgica.

Bandaöarna (indonesiska Kepulauan Banda, tidigare Banda Eilanden) är en ögrupp i Kabupaten Maluku Tengah i Malukuprovinsen i Indonesien i västra Stilla havet.

## Geografi
Bandaöarna är en del i Moluckerna och ligger ca 2.000 km nordöst om Jakarta och ca 150 km söder om huvudön Ambon. De geografiska koordinaterna är 4°32′ S och 129°50′ Ö.
Ögruppen är av vulkaniskt ursprung och har en area om ca 180 km² med ca 10 större öar och en rad korallöar och revområden. Öarna täcks till stora delar av tropisk regnskog.
Området omfattar
- Banda Besar, den största ön
- Banda Naira, huvudön
- Gunung Api, med en aktiv vulkan
- Hatta, öster om huvudön
- Ay, väster om huvudön
- Rhun, väster om huvudön

Bandaöarna har ca 15.000 invånare och högsta höjden är vulkanen Gunung Api på ca 660 m ö.h. Huvudorten heter Bandanaira med ca 7.000 invånare och ligger på huvudöns södra del.
Förvaltningsmässigt ingår ögruppen i "kabupaten" (distrikt) Maluku Tengah.
Ögruppen har en flygplats Bandanaira (flygplatskod "NDA") för lokalflyg.

## Historia
Bandaöarna beboddes troligen av melanesier redan ca 1500 f Kr. 1512 seglade portugisiske sjöfararen António de Abreu dit.
Bandaöarna räknas som de ursprungliga "Kryddöarna" (Moluckerna) och var den enda växtorten för muskotnöten. Kryddöarna var också ett av Christofer Columbus mål under sina resor.
1621 övertogs området av holländare som under Vereenigde Oostindische Compagnie (Holländska Ostindiska Kompaniet) började anlägga odlingar med muskotnöten. Muskot var en eftertraktad och mycket värdefull krydda och kontrollen över odlingen orsakade regelrätta handelskrig. Även Storbritannien försökte etablera sig i området genom British East India Company (Brittiska Ostindiska Kompaniet) och under flera år stred man om öarna.
Handelskriget kulminerade i den s.k. Amboina-massakern 1623 på Ambon då 20 anställda mördades av holländska anställda och handelsposten förstördes och militära aktioner på Ay och Rhun. 1667 genom "Freden i Breda" bytte Holländarna sin lilla obetydlig ö Manhattan mot Rhun och fick därmed kontroll över hela Bandaöarna som de behöll fram till Indonesiens självständighet.
1942 ockuperades ögruppen av Japan under andra världskriget.
Efter Indonesiens självständighet 1949 växte missnöjet över centralstyret vilket den 25 april 1950 ledde till ett ensidigt utropande av Republik Maluku Selatan (Republiken Sydmoluckerna) från Ambon. Detta försök till självstyre slogs ned av indonesiska trupper på några veckor.
I början på 1999 utbröt oroligheter mellan kristna och muslimer på huvudön som även spred sig till Bandaöarna.
Ögruppen upptogs den 7 februari 2005 på Indonesiens tentativa världsarvslista.